# Amouskositte
Amouskositte, eller Amo-sgiasite ("Det frygtelige vand"), af Great Tellico var søn af Moytoy af Tellico, cherokeserstammens første overhøvding. Amouskositte forsøgte fra 1741 at efterfølge sin far, som cherokesernes kejser, en titel hans far havde fået af englænderen Alexander Cuming.  Imidlertid var der ikke mange, som anerkendte ham som overhøvding. Dels var "overhøvdingembedet" helt nyt, og der var ikke arveligt høvdingedømme blandt cherokeserne. Dels var stammens system matrilineart, og en far blev slet ikke anset som værende i familie med sine egne børn og endelig gjorde Amouskositte sig ikke selvstændigt bemærket på nogen måde, som kunne øve indtryk på stammen. 
I praksis fungerede Kanagatucko eller Old Hop, som de hvide kaldte ham, som overhøvding og i 1753 var Amouskosittes periode helt overstået og Old Hop blev formelt valgt som overhøvding. Great Tellico blev derfor afløst som "stammehovedstad" af Old Hops by, Chota.